# ابوایسو-کومو
ابوایسو-کومو (به لاتین: Aboisso-Comoé) در ساحل عاج است که در lagunes واقع شده‌است.